# Henryk Maciąg
Henryk Józef Maciąg (ur. 20 maja 1941 w Michałowie, zm. 30 listopada 2017) – polski lekkoatleta, średniodystansowiec, dwukrotny mistrz Polski.
Zdobył mistrzostwo Polski w sztafecie 4 × 400 metrów w 1962 oraz w biegu na 800 metrów w 1963.
W latach 1961–1963 sześć razy wystąpił w meczach reprezentacji Polski, odnosząc 1 zwycięstwo indywidualne.
Rekordy życiowe:
- bieg na 400 metrów – 47,6 (18 lipca 1965, Warszawa)
- bieg na 800 metrów – 1:50,0 (16 czerwca 1963, Bydgoszcz)

Był zawodnikiem Startu Lublin i Legii Warszawa.